# Spilosoma japonica
Spilosoma japonica là một loài bướm đêm thuộc phân họ Arctiinae, họ Erebidae.